# Jeux olympiques d'hiver de 2030
Pour les jeux paralympiques, voir Jeux paralympiques d'hiver de 2030.
Les Jeux olympiques d'hiver de 2030, également appelés les XXVIes Jeux olympiques d'hiver, seront organisés dans les Alpes françaises.
Ils ont été officiellement attribués sous conditions lors du 142e congrès du Comité international olympique par un vote le 24 juillet 2024, après que l'organisation du projet a été retenue pour entrer en « dialogue ciblé » le 29 novembre 2023 par la commission sur les futurs hôtes en même temps que la candidature de Salt Lake City et l'Utah pour les Jeux d'hiver 2034.

## Sélection de la ville hôte
Quatre sites avaient exprimé un intérêt à déposer une candidature et mené des études de faisabilité :
- les Alpes françaises, en France[4],[5],
- Salt Lake City, aux États-Unis,
- Stockholm-Åre, en Suède[6],
- la Suisse[7].

Le 21 novembre 2023, les quatre candidats présentent leur grand oral devant le Comité international olympique (CIO). Le 29 novembre suivant, la commission sur les futurs hôtes du CIO recommande d'entrer en « dialogue ciblé » avec la candidature des Alpes françaises, ouvrant la voie à une attribution des Jeux olympiques de 2030 au cours de la 142e session du CIO.
Conformément au nouveau mode de sélection des futures villes hôtes des Jeux olympiques dans l'Agenda 2020 du CIO, le vote s'est déroulé sous la forme d'un référendum auprès des 95 délégués du CIO réunis lors de sa 142e session organisée à Paris en préambule des Jeux olympiques d'été de 2024.
| Ville candidate  | Pays   | Oui | Non | Abstention |
| ---------------- | ------ | --- | --- | ---------- |
| Alpes françaises | France | 84  | 4   | 7          |

Les Jeux olympiques d'hiver sont organisés en France pour la quatrième fois après les Jeux olympiques d'hiver de 1924 à Chamonix-Mont-Blanc, les Jeux olympiques d'hiver de 1968 à Grenoble et les Jeux olympiques d'hiver de 1992 à Albertville.
Le projet met en avant un effort notable en matière de développement durable. À la suite des élections législatives anticipées à l'été 2024, l'attribution était conditionnée à la garantie de l'État de couvrir l'éventuel déficit du Comité d’organisation des Jeux olympiques et paralympiques (Cojop), engagement qui a été officialisé le 2 octobre par le premier ministre Michel Barnier.

## Organisation

### Comité d'organisation
Le Comité d'organisation des Jeux olympiques et paralympiques (COJOP) réunit les deux régions porteuses du projet, Auvergne-Rhône-Alpes (AURA) et Provence-Alpes-Côte d'Azur (PACA). En octobre 2024, le biathlète Martin Fourcade, quintuple champion olympique, se porte candidat pour présider le comité, soutenu par le mouvement sportif et l'État, et participe aux réunions de préparation. Au début du mois de février 2025, dans une lettre adressée aux promoteurs, il renonce à la présidence en pointant des désaccords avec les régions AURA et PACA sur le mode de gouvernance, la vision ou l'ancrage territorial.
Le 18 février 2025, le COJOP Alpes Françaises 2030 est officiellement lancé. L’assemblée générale constitutive désigne, à la présidence, Edgar Grospiron, champion olympique de ski de bosses à Albertville en 1992. Ce dernier avait reçu l’assentiment des partenaires par rapport aux autres candidats Jean-Luc Crétier, Vincent Jay, Marie Martinod, Nathalie Péchalat ou Gérard Holtz.
Par décision des acteurs en novembre 2024, l’implantation du siège du COJOP est initialement prévue dans la banlieue de Lyon, non loin de l'aéroport et de la gare TGV de Lyon-Saint-Exupéry,. L’installation a finalement lieu, en février 2025, au sein de la métropole de Lyon, à Décines-Charpieu, dans des bureaux voisins du Groupama Stadium,.
L'établissement public Solideo Alpes 2030 est créé par un décret du 10 février 2025, avec un siège à Marseille, dans les locaux de la région Provence-Alpes-Côte d'Azur. Ses statuts sont calqués sur le modèle de sa grande sœur de Paris 2024. Son fonds est doté d’1,1 milliard d’euros pour réaliser toutes les opérations d'aménagement sur les ouvrages.

## Sites de compétition

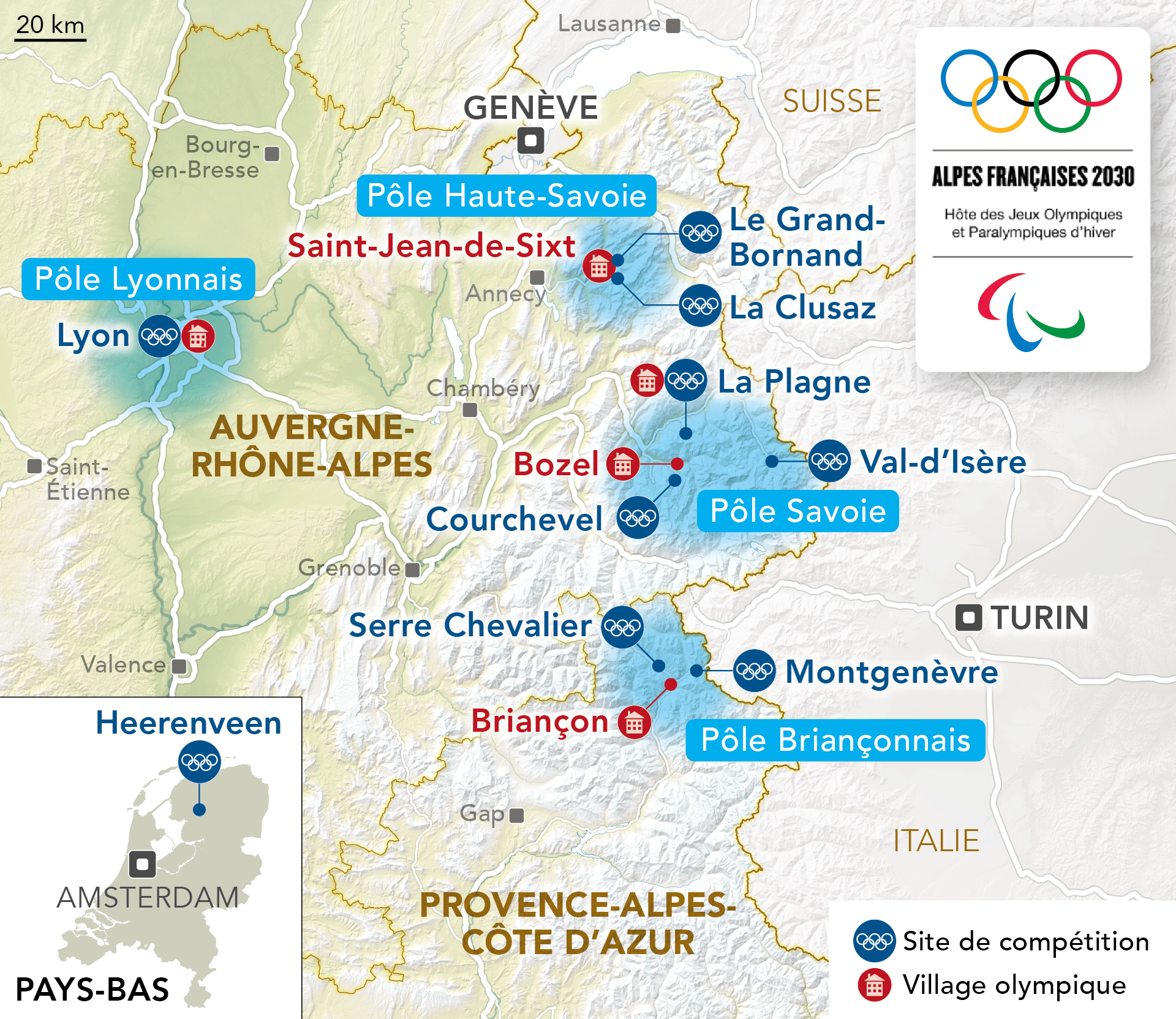
Carte des sites des Jeux d'hiver de 2030 dans les Alpes françaises.

Le schéma directeur prévu comprend quatre zones et cinq villages olympiques :
- Haute-Savoie[1]
  - La Clusaz (ski de fond, village olympique)
  - Le Grand-Bornand (biathlon)
- Savoie[1]
  - La Plagne (bobsleigh, luge, skeleton, village olympique)
  - Courchevel (saut à ski, combiné nordique, ski alpin hommes)
  - Méribel (ski alpin femmes, combiné nordique)
  - Bozel (village olympique)
- Hautes-Alpes[1]
  - Briançon (village olympique)
  - Serre Chevalier (ski acrobatique, snowboard)
  - Montgenèvre (ski acrobatique, snowboard)
- Alpes-Maritimes[1]
  - Nice (hockey sur glace, patinage artistique, curling, village olympique, centre international de diffusion, centre principal des médias, cérémonie de clôture)

Trois des sites utilisés pour les Jeux olympiques d'hiver de 1992 (Albertville) sont réutilisés dans le projet : la piste de bobsleigh et de skeleton de La Plagne, le tremplin de saut à ski de Courchevel et le parcours de ski alpin du Roc de Fer de Méribel.
La France ne dispose plus d'un anneau de vitesse pour le patinage et s'appuyerait sur l'Oval Lingotto, à Turin.
Par ailleurs, Laurent Wauquiez, alors président de région, pousse pour que le site de Val-d'Isère soit intégré dans le projet. En juillet 2025, le maire des Allues prend la décision de retirer le site de Méribel des sites accueillant des épreuves, suivi immédiatement de la proposition du Val d'Isère pour accueillir les épreuves de ski alpin hommes sur la face de Bellevarde.

## Compétitions

### Sports au programme
Les membres du CIO ont approuvé lors de la 142e session le programme sportif initial, tel que proposé par la commission exécutive du CIO à savoir les sept sports du programme sportif (biathlon, bobsleigh, curling, hockey sur glace, luge, patinage et ski). Le COJO pourra toutefois soumettre le souhait de proposer des sports additionnels. En décembre 2024, la commission exécutive définit ses critères d'évaluation.
Une commission du programme olympique statuera avant 2025 pour déterminer les disciplines au sein de chaque sport, avant que le programme des épreuves et le quota d'athlètes ne soient définitivement arrêtés au plus tard en 2027.
Le ski-alpinisme est au programme des jeux de Milan-Cortina d'Ampezzo et fera l'objet d'une évaluation. D'autres disciplines sportives cherchent à intégrer le programme olympique : le freeride (ski et Snowboard), repris sous l'égide de la FIS en juin 2024, l'escalade sur glace poussé par l'UIAA, le hockey 3x3 sur le même principe que le basket 3x3.
La fédération internationale d'athlétisme entre en discussion pour intégrer le cross-country dans le format hiver, 100 ans après sa dernière apparition aux Jeux de 1924. David Lappartient, patron de l'UCI et candidat à la présidence du CIO, milite pour l'intégration du cyclo-cross aux JO. Cependant, selon la Charte olympique, « seuls les sports qui se pratiquent sur la neige ou sur la glace sont considérés comme des sports d'hiver ».

## Cérémonies

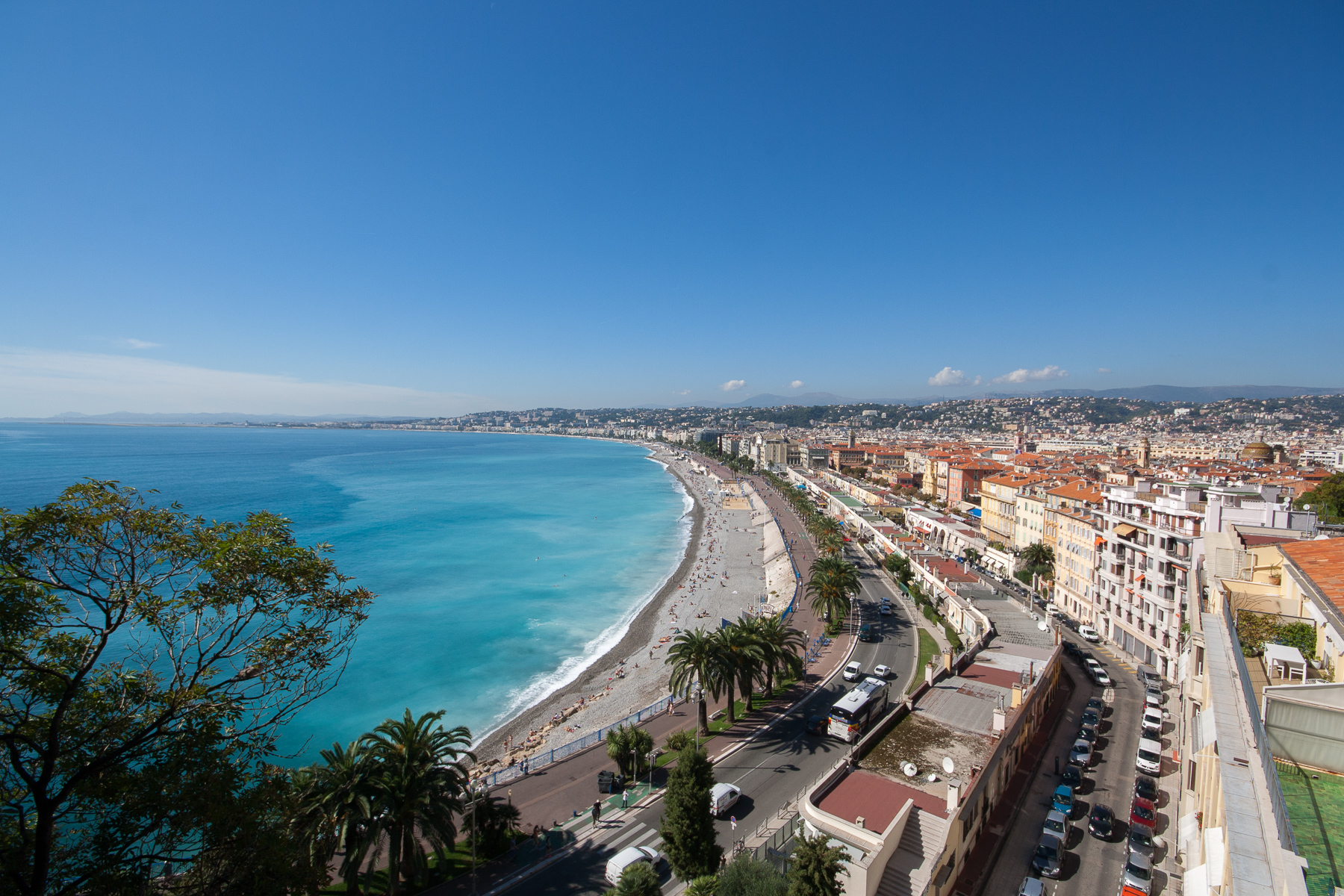
La promenade des Anglais à Nice où la cérémonie de cloture est prévue.

La cérémonie de clôture devrait se dérouler sur la promenade des Anglais à Nice. À l'instar des Jeux olympiques d'été de 2024 à Paris qui avait organisé sa cérémonie d'ouverture hors d'un stade pour la première fois, il s'agirait alors de la première cérémonie organisée en dehors d'un stade lors de Jeux olympiques d'hiver.

## Droits de diffusion
- Brésil – Grupo Globo[35]
- Japon – Japan Consortium[36]
- Corée du Sud – JTBC[37]
- États-Unis – NBCUniversal[38]
- France - France Télévisions / Eurosport[39]
- Canada - Radio-Canada (fr) / CBC (an) / RDS (fr) / TSN (an)[40]

## Polémiques concernant le budget des Jeux
Dans un contexte de forte augmentation du montant de la dette publique française, le coût des Jeux olympiques d'hiver de 2030 suscite des polémiques. En décembre 2024, des médias ont ainsi révélé que deux rapports confidentiels de l’Inspection générale des Finances indiquent que le « budget du COJOP Alpes 2030 [...]  s’annonce lourdement déficitaire »  et que « Le résultat prévisionnel du COJOP présente d’emblée un déséquilibre, que la mission évalue entre 850 et 900 millions d’euros (M€), à couvrir par les collectivités publiques »,,.